# دوكسفرد (كامبريدجشير)
دوکسفرد (كامبريدجشير) (بالإنجليزية: Duxford)‏ هي قرية و أبرشية مدنية تقع في المملكة المتحدة في كامبريدجشير. يقدر عدد سكانها بـ 1,836 نسمة .